# IC 3764
IC 3764 — галактика типу E-S0 (еліптична спіральна галактика) у сузір'ї Діва.
Цей об'єкт міститься в оригінальній редакції індексного каталогу.